# Cerviniella mirabilipes
Cerviniella mirabilipes är en kräftdjursart som beskrevs av Smirnov 1946. Cerviniella mirabilipes ingår i släktet Cerviniella och familjen Cerviniidae. Inga underarter finns listade i Catalogue of Life.